# یارشوو (استان اوپوله)
یارشوو (به لاتین: Jaryszów) یک روستا در لهستان است که در گمینا اویازد (استان اوپوله) واقع شده‌است.